# Alleanza per la Riliberazione della Somalia
L'Alleanza per la ri-liberazione della Somalia in sigla ARS è stata un'organizzazione creata nel settembre 2007, a seguito della sconfitta dell'Unione delle Corti islamiche, dalla fusione degli islamisti somali reduci da tale organizzazione con i capi dell'opposizione al Governo federale di transizione della Somalia. Le opposizioni si incontrarono ad Asmara in Eritrea e si unirono contro il Governo federale di transizione somalo a seguito di quella che consideravano come un'occupazione della Somalia da parte dell'Etiopia e del Governo federale di transizione.

## Composizione
Questa alleanza raggruppava tutti gli oppositori al regime del Presidente della Somalia, Abdullahi Yusuf Ahmed. 
Vi erano diversi personaggi importanti della politica somala: Sharif Sheikh Ahmed, già capo dell'Unione delle corti islamiche, Hassan Dahir Aweys, già dirigente del movimento islamista Al-Ittihad al-Islami, e Hussein Mohamed Farah, figlio del defunto generale Mohamed Farrah Aidid. Vi erano inoltre capi dell'opposizione somala, come l'ex Portavoce del Parlamento federale di transizione, Sharif Hassan Sheikh Aden, e l'ex Primo Ministro del Governo federale di transizione, Hussein Mohamed Farrah. 
Il raggruppamento riuniva membri della dissolta Unione delle Corti islamiche e capi dell'opposizione somala, per un totale di circa 400 rappresentanti, che approvarono una costituzione e formarono un partito politico.
La Direzione del Partito fu composta da 191 membri e presieduta da Sharif Hassan Sheikh Aden. 

## Obiettivi
L'obiettivo iniziale dell'ARS fu di proporre una soluzione differente alla guerra civile somala che durava dalla fine della dittatura di Mohammed Siad Barre nel 1991. 
Dopo la sconfitta dell'Unione delle corti islamiche, che aveva detenuto il controllo della capitale somala Mogadiscio tra giugno e dicembre 2006, grazie all'intervento di truppe dell'Etiopia a sostegno del Governo federale di transizione, gli oppositori a tale Governo lo ritennero alla stregua di un Governo fantoccio in un contesto di invasione della Somalia da parte dell'Etiopia. 
L'Alleanza per la Ri-liberazione della Somalia fu creata a Asmara in Eritrea, col sostegno di questo Paese, che già aveva sostenuto in precedenza l'Unione delle corti islamiche, prima dell'ingresso in guerra dell'Etiopia nel 2006 a fianco del GFT. In occasione del Congresso di Asmara per la Liberazione e Ricostituzione della Somalia, diversi analisti dissero che l'Alleanza sarebbe stata difficilmente guidata dagli islamisti, quanto piuttosto dagli oppositori al Governo, che avrebbero cercato di fornire supporto politico e opportunità di finanziamento alla diaspora somala.

## Storia
L'ARS riuniva una compagine di ideologie diverse, unite soltanto dalla comune opposizione al Governo, e in breve tempo si divise in almeno due gruppi, di cui il primo, sotto la guida di Sharif Sheikh Ahmed (già leader dell'Unione delle corti islamiche), si dimostrò favorevole ad una soluzione negoziata con il Governo di transizione partecipando alle due conferenze tenutesi a Gibuti nel 2008 e 2009, mentre un gruppo dissidente, Hizbul Islam, di cui un esponente fu Hassan Dahir Aweys (già leader del movimento al Ittihad), continuò ad opporsi ad ogni soluzione negoziata continuando a cercare di prendere il potere con la forza.  

### L'accordo di pace di Gibuti
Tra il 31 maggio e il 9 giugno 2008 i rappresentanti del Governo Federale di Transizione della Somalia e del partito dell'Alleanza per la Riliberazione della Somalia si riunirono in una conferenza di pace a Gibuti con la mediazione dell'Inviato Speciale delle Nazioni Unite per la Somalia, Ahmedou Ould-Abdallah. La conferenza si concluse con l'annuncio, il 9 giugno 2008, della firma di un accordo di pace in undici punti che tracciava la strada per "la cessazione di ogni confronto armato" in Somalia.  
L'accordo di pace stabiliva un cessate il fuoco di 90 giorni e stabiliva un piano di ritiro delle truppe dell'Etiopia che proteggevano il Governo federale di transizione. 
In base a questo accordo, le due parti furono concordi nel terminare "ogni atto di confronto armato" e di "richiedere alle Nazioni Unite...di autorizzare e dispiegare una forza internazionale di stabilizzazione da Paesi amici della Somalia" esclusi i Paesi confinanti. L'accordo di pace richiedeva inoltre il ritiro delle truppe dell'Etiopia presenti in Somalia entro un periodo di 120 giorni dalla firma dell'accordo stesso, che avrebbero dovuto essere sostituite da un congruo numero di Caschi blu. 
Sia il primo ministro della Somalia Nur Hassan Hussein che il Segretario dell'ARS Sharif Sheikh Ahmed accolsero l'accordo di pace come una "opportunità storica" per porre fine alla lunga guerra civile somala. Al contrario, Hassan Dahir Aweys, leader dell'ala più radicale degli islamisti delle Corti islamiche, rifiutò questo accordo,  rivendicando di non aver avuto alcun ruolo formale nell'Alleanza e dichiarando che "nessuno aveva autorizzato" i delegati dell'ARS a partecipare alla Conferenza di Gibuti.

### Il ruolo di al Shabaab
In occasione della conferenza di Gibuti, il raggruppamento islamista radicale Al-Shabaab, che non si era mai affiliato all'ARS, intensificò la sua lotta contro il Governo di transizione, inducendo così la fazione più radicale dell'ARS a rifiutare l'accordo e provocando contrasti interni all'ARS tra l'ala radicale "pro-Asmara" di Hassan Dahir Aweis e quella moderata "pro-Gibuti" di Sharif Sheikh Ahmed. 
I moderati proseguirono i negoziati e giunsero a un accordo su una spartizione del potere e sul ritiro delle truppe etiopi, che venne implementato a inizio 2009, sfociando nell'elezione di Sharif Sheikh Ahmed a nuovo Presidente del Governo di transizione. 
Difatti, a seguito delle dimissioni del Presidente della Somalia, Abdullahi Yusuf Ahmed, nelle nuove elezioni del 31 gennaio 2009 fu eletto come Presidente lo stesso Sharif Sheikh Ahmed, con l'obiettivo di ristabilire la pace in Somalia instaurandovi un regime islamico fondato sulla Sharia.